# Uwe Krause (Keramiker)
Uwe Krause (* 17. Oktober 1933 in Hamburg) ist ein deutscher Keramiker, Skulpteur und Maler, der mit seiner Ehefrau, der Grafikerin Helga Krause (* 1. Januar 1937 in Hamburg), seit 1980 zusammenarbeitet.

## Leben
Uwe Krause wuchs an der Ostsee in der Nähe von Lübeck auf. Als Kind verbrachte er viel Zeit in der Natur, der er sich eng verbunden fühlte. Nach der Schule schloss er eine Lehre zum Retuscheur ab und besuchte Abendkurse bei dem Zeichner und Illustrator der Lübecker Nachrichten. Von 1955 bis 1958 studierte er Malerei bei Karl Kluth und Kurth Kranz an der Staatlichen Hochschule für Bildende Künste in Hamburg. Während dieser Zeit arbeitete er als Retuscheur bei einem Zeitungsverlag und lernte dort seine spätere Ehefrau Helga Pech kennen.
Im Lauf seines Studiums wurde ihm klarer, dass er das Medium seines künstlerischen Schaffens erweitern musste. Auf den „Spuren von Vincent Van Gogh“ unternahm das junge Paar 1958 eine Reise in die Provence/Frankreich, wo sie sich für ein gutes halbes Jahr (1958/1959) in Les Baux aufhielten. Hier trafen sie auf viele Kunsthandwerker, und Uwe Krause nahm eine enge Beziehung zur mediterranen Natur auf.
Zurück in Hamburg erlernte er das Töpferhandwerk bei der Keramikerin und Buchhändlerin Margrit Stolterfoth, Schülerin von Monika Metzel. 1960 begann er mit ersten Arbeiten, zunächst Gebrauchskeramik, die ab 1964 im eigenen Atelier gefertigt wurde. Weitere Reisen führten in die Provence. 1961 kaufte das Paar die Ruine eines Wohnhauses in Goult. Sie wurde nach und nach renoviert. 1968 verließen sie Hamburg und übersiedelten nach Goult.

## Werk
Nach dem Umzug erfolgte der Bau eines gasbetriebenen Brennofens mit maximaler Temperatur bis 1080°. Um die neue Umgebung kennenzulernen und sich in das örtliche Leben zu integrieren, arbeitete Uwe Krause zunächst mit den vor Ort gefundenen Materialien: Ton, Ocker, Aschen. 1974 wurde der Brennofen für Steinzeug-Temperaturen und Reduktionsbrände bis 1300° umgebaut. Die verwendeten Erden sind seitdem Steinzeug und Porzellan, die deutlich solider und härter sind als der bisher verwendete Ton. Sie stammen aus St.-Amand en Puisaye im Berry. Diese Umstellung erweiterte den Spielraum von der Gefäßkeramik zur Skulptur. Seither ist nicht mehr „allein das Gefäß gemeint, sondern immer auch die individuelle aus der Entstehungsgeschichte erzählende Form.“
Für die malerisch bildmäßige Konzeptionierung seiner Keramiken ist die Suche nach „Regeln und Rezepturen“ für die Glasuren von großer Bedeutung. Einher geht dies mit der „ständigen Erweiterung der Kenntnisse der physikalischen und chemischen Abläufe“. Für die Gestaltung der Oberflächen seiner Skulpturen entwickelte er die Formel: Engobe - Shino-Glasur – Asche-Glasur – grafisch malerischer Ausdruck. Bis heute verwendet Uwe Krause sie bei fast allen Keramiken.
Ein weiteres Interesse gilt dem Anagama-Brand. Die Skulpturen werden nicht vor dem Brennen glasiert, da die Glasur während des Brennens durch Flugasche, Glut, Rauch, Flammen entsteht. Fünf Tage und Nächte werden sie in einem Holzofen um 1280 Grad gebrannt. In den Jahren 2015 und 2016 nahm er an zwei Bränden bei Michel Cohen in Aspremont / Provence teil.
Im Spannungsfeld zwischen Erde und Feuer entstehen die Skulpturen in einem Prozess, bei dem die Form, die Gestaltung der Oberfläche und des Ausdrucks im Ergebnis eine Einheit bilden. Inspirieren lässt sich Uwe Krause von der Natur, der örtlichen Umwelt und der Geschichte oder durch formale Aspekte einer baulichen Konstruktion. Am Anfang einer Kreation steht immer die zeichnerische Entwicklung und strenge Analyse von Form, Farbigkeit und Ausdruck der Skulptur. Auf Basis solcher Vorarbeiten erfolgt jeweils die besondere keramische Konstruktion durch Zusammensetzung von Platten. Im weiteren Verlauf wird die Form in allen vorstellbaren Variationen bis an ihre „Grenzen“ ausgearbeitet. Dabei wird „stets auch das starke Interesse an inhaltlich orientierter Formgestaltung spürbar“. Der humorvollen Sicht auf Tiere, Menschen, Dinge wird ebenso Ausdruck verschafft wie dem Spiel und den Absurditäten des Lebens. „Sie sind zugleich auch Zeichen einer ‚eigensinnigen‘ Mitteilsamkeit und Erzählbegabung mit Humor und Ironie und ohne große Lautstärke“.
Über Jahrzehnte hinweg hat Uwe Krause eine große Anzahl von Werken geschaffen, die sich entlang der Themen, die er aufgriff, auch chronologisch einteilen lassen. Zunächst schuf er „Schatullen und Schreine, dann immer mehr Stühle, Sessel und Throne“. So entstanden in keramischer Plattenbauweise Skulpturen von beträchtlicher Größe. Hinzu kamen Nashörner, Flusspferde, Gießkannen, Stelen, Figurinen, Raffinerien, Häuser, Steine, Basalte, Mikroben, Jouets des Préhistoires – Spiele der Vorgeschichte, Gebäudekonstruktionen, Schiffe und vieles andere mehr. 2017 bis 2019 entstand das Werk Hafenlandschaft – Speicherstadt. Diese Skulptur besteht aus 22 Speichern und 7 Schiffen (Maße: Höhe ca. 48 cm, Länge 18/25/30 cm, Höhe ca. 15 cm; Sockel (Blech) Höhe 72 cm). Das Werk wurde von September bis November 2020 im Rahmen der Ausstellung „Inspiration Hamburg - Biennale angewandter Kunst“ im Museum für Hamburgische Geschichte ausgestellt. Uwe Krause erhielt den Ehrenpreis der Arbeitsgemeinschaft des Kunsthandwerks Hamburg für herausragendes Kunsthandwerk.
Uwe Krauses Werke wurden seit den 1960er Jahren zunächst auf Keramikmärkten in Frankreich und Deutschland gezeigt, bald aber auch schon bei Gruppen- und Einzelausstellungen in Deutschland, Frankreich, Holland, Schweiz, Österreich, Spanien, Bukarest, Kobe/Japan. Viele Skulpturen befinden sich in Privatbesitz und auch in öffentlichen Sammlungen und Museen. Bei den meisten dieser Ausstellungen wurden zugleich die Arbeiten von Helga Krause gezeigt. Viele ihrer Arbeiten befinden sich ebenfalls in Museen und in Sammlungen.
Uwe Krauses Arbeiten sind beeinflusst durch seine Frau Helga, durch die Künstler der Vorgeschichte „Chauvet“, durch den Skulpteur Eduardo Chillida sowie den Maler Antoni Tàpies, durch die japanischen Keramiker Shoji Hamada und Katsuno Shimaoka, den englischen Keramiker Bernard Leach und den Architekten Frank Qwen Gehry.
Die Zusammenarbeit mit seiner Frau Helga Krause (* 1937) entwickelte sich um 1980. Helga Krause hatte 1952 bis 1956 an der Meisterschule für Mode in Hamburg (heute Fachhochschule für Gestaltung) Grafik-Design studiert. Nach dem Studium arbeitete sie bis 1968 als Grafikerin und Buchillustratorin. Ihr besonderes Interesse galt schon in dieser Zeit alten Schriften und der Kalligrafie. Nun wurde Ton, danach Steinzeug und Porzellan, zum Trägermaterial ihrer Zeichnungen und malerischen Gestaltung. Diese Zusammenarbeit bedeutete für beide Inspiration und Herausforderung. Es kam darauf an, dass beide Elemente Zeichnung und Form zusammen ein neues Werk ergeben. „Das künstlerische Material ihres Ehemannes und die ursprünglich ‚vergilbte‘ Farbigkeit des Tons (wurden) für Helga Krause Anlass, Zeichnung, Schriftzeichen und keramisches Material in sich zu verschränken (und) all diesen Elementen eine neue, eine andere ästhetische Dimension und materielle Dauer zu verleihen“. So „eroberten Tierzeichnungen Platten, Teller, große Schalen und Bratformen, die ihr Mann auf der Scheibe drehte oder aus Platten formte. Neben die in sehr dichtem Lineament gemalten Tiere: Krokodile, Pfauen, Hunde, Katzen, Hühner, Wachteln, Kapaunen treten kalligrafische Schriftzüge. Auch bei ihr bedeutet Malen oder Zeichnen Übermittlung von Geschichten“. 1990 entwickelte Helga Krause eine Drucktechnik. „Dadurch entstand ein neues Verhältnis von Illustration bzw. Dekoration und ihren Bildträgern. Statt mit Pinsel und Feder arbeitet sie nun auch mit selbst zugeschnittenen bzw. gebrannten Druckmodellen aus Schaumstoff“. Alle Arbeiten werden im Reduktionsbrand bei 1300 Grad gebrannt. Die Gefäßkeramiken, die über Jahrzehnte entstanden sind, gewinnen ihre „außergewöhnliche und einzigartige Ausdruckskraft durch eine literarisch poetische und grafisch architektonische Sprache“.

### Werke in öffentlichen Sammlungen
- Kunstsammlungen der Veste Coburg – Europäisches Museum für modernes Glas
- Emslandmuseum Schloss Clemenswerth Sögel
- Museum für Kunst und Gewerbe, Hamburg
- Keramikmuseum Westerwald Höhrgrenzhausen
- Grassi Museum Leipzig

### Werke im öffentlichen Raum
- Stuhl / Thron in Menerbe / Vaucluse / Frankreich: Sammlung Negly

### Ausstellungen (Auswahl)
- 1975: Museum für Kunst und Gewerbe Hamburg, zusammen mit Helga Krause, Teilnahme an den Jahresausstellungen bis 2000
- 1973: Galerie Les Deux Tisserins, Paris Frankreich (F)
- 1977: Rathaus Otterndorf (auch 1983, 1998)
- 1980: Emslandmuseum Schloss Clemenswerth, Sögel, Forum Form (auch 1987, 1994 zusammen mit Helga und Uwe Krause, Walther und Karin Zander)
- 1982: Hessisches Landesmuseum, Darmstadt
- 1985: Ernst-Museum, Budapest Ungarn und Hyogo Präfekturmuseum für moderne Kunst in Kobe Japan
- 1985: Rosenthal Studio Galerie, Hamburg (auch 1997); 1985 Stadtmuseum Oldenburg, (auch 1988)
- 1986: Schloss Reinbek, Europäische Keramik[9]
- 1986: Le Chateau de Gordes / Vaucluse F – Schloss Gordes (auch 2003, 2012, 2016, 2019)
- 1986: Schloss Jagsthausen, (auch 1988, 1999)
- 1986: Galerie „insel 6“, Freiburg mit Ika Schillbok
- 1988: Féria Internacional de Barcelona, als Teilnehmer der Arbeitsgemeinschaft des Kunsthandwerks Hamburg
- 1989: Galerie in der Berger Bücherstube Frankfurt, Monika Steinkopf (auch 1980, 1992, 1999, 2005, 2008), mit Helga Krause
- 1991: Volkshochschule – Kulturamt der Stadt Leverkusen, Meister der Keramik, zusammen mit Helga Krause, Walther und Karin Zander
- 1994: Le Chéminement de la Sculpture – Skulpturenweg für zeitgenössische Plastiken, Gigondas F, Thron (auch 1995, 1996)
- 1996: Le Salon de la Céramique Contemporaine, Biennale, Lyon-Villeurbanne F (auch 1998)
- 1997: Palais des Expositions, Parcours dans la Céramique, St. Etienne, F
- 1997: Keramik-Museum Westerwald Höhr-Grenzhausen, zusammen mit Helga Krause
- 1997: Poterie Milcent & Gallot, Grès Joyeux de Helga et Uwe Krause – Fröhliches Steinzeug von – , Saint-Quentin la Poterie
- 1999: Keramik Ausstellung Kulturstiftung Agathenburg, 4x2 Antje und Rainer Doss, Inke und Uwe Lerch, Helga und Uwe Krause, Karin und Walther Zander
- 2000: Galerie Mebius Nordhorn/Holland, zusammen mit Helga Krause
- 2001: La maison de la Céramique en Luberon, Les Beaumettes F, Déesses et Jongleuses – Göttinnen und Jongleurinnen
- 2002: Centre de la Céramiques Giroussens, Tarn F, Stühle, Schiffe, Dynamische Kuben, Microben (auch 2009, 2013, 2017)
- 2003: Place Sulpice – Marché, Paris F, Chaises – Stühle
- 2003: Art & Céramique Gordes F, La Chapelle de Pénitents Blancs, Stühle, Steine mit Helga Krause
- 2004: Galerie du Don, Monsalvy F, Grès Complémentaires – Steinzeug, zusammen mit Helga Krause und Thomas Hempel Aquarelle
- 2005: Galerie 21 Uzès F Chaises Stühle
- 2009: Centre de la Céramiques Giroussens Tarn F, Thema: Eros
- 2012: Le Chateau de Gordes – Schloß, F, Microben, Jouets préhistoires – Spiele der Vorgeschichte, Dynamische Kuben.
- 2013: Centre de la Céramiques Giroussens Tarn F, Architectures – Konstruktionen
- 2016: Le Chateau de Gordes/Vaucluse F, Bateaux, Cubes dynamiques, Trouvailles – Schiffe, dynamische Kuben, Fundstücke, zusammen mit Dagmar Martens Malerei
- 2018: Salle „Donis“ Goult / Vaucluse F, Hafenlandschaft
- 2019: Le Chateau de Gordes/Vaucluse F, mit Pascal Fayence Fotograf
- 2020: Museum für Hamburgische Geschichte, Inspiration Hamburg, Hafenlandschaft